# Coenobita cavipes
Espèce
Synonymes
- Cenobita cavipes Stimpson, 1858[1]
- Coenobita baltzeri Neumann, 1878[1]

Coenobita cavipes est une espèce de bernard l'hermite terrestre qui vit sur les côtes de l'Afrique de l'est à l'Océan Pacifique. Il est considéré comme faisant partie des nouveaux animaux de compagnie.

## Description de l'espèce
Coenobita cavipes est brun parfois légèrement gris.

## Alimentation
Coenobita cavipes est omnivore et détritivore. Néanmoins, il risque une carence en calcium s'il ne parvient pas à trouver des aliments qui sont nécessaires à son développement. Une telle carence peut causer des problèmes pour la reconstitution de l'exosquelette après la mue.

## Habitat et répartition
L'espèce est présente en Afrique de l'Est, dans les îles du Pacifique Sud, sur les îles Ryukyu au Japon, dans le nord de l'Australie et sur la côte est de la Chine. Coenobita cavipes vit principalement dans les mangroves, les forêts proches de la côte et sur les plages.